# Сирлис Вали (Калифорнија)
Сирлис Вали (енгл. Searles Valley) насељено је место без административног статуса у америчкој савезној држави Калифорнија.

## Демографија
По попису из 2010. године број становника је 1.739, што је 146 (-7,7%) становника мање него 2000. године.
| Група             | 2000.         | 2010.         |
| Белци             | 1.454 (77,1%) | 1.257 (72,3%) |
| Афроамериканци    | 29 (1,5%)     | 69 (4,0%)     |
| Азијати           | 13 (0,7%)     | 16 (0,9%)     |
| Хиспаноамериканци | 305 (16,2%)   | 293 (16,8%)   |
| Укупно            | 1.885         | 1.739         |